# Tapesia occulta
Tapesia occulta är en svampart som tillhör divisionen sporsäcksvampar, och som beskrevs av Rehm. Tapesia occulta ingår i släktet Mollisia, och familjen Dermateaceae. Arten är reproducerande i Sverige.